# Bescat
Bescat är en kommun i departementet Pyrénées-Atlantiques i regionen Nouvelle-Aquitaine i sydvästra Frankrike. Kommunen ligger i kantonen Arudy som tillhör arrondissementet Oloron-Sainte-Marie. År 2022 hade Bescat 248 invånare.

## Befolkningsutveckling
Antalet invånare i kommunen Bescat
| Referens: INSEE |